# RJ-45

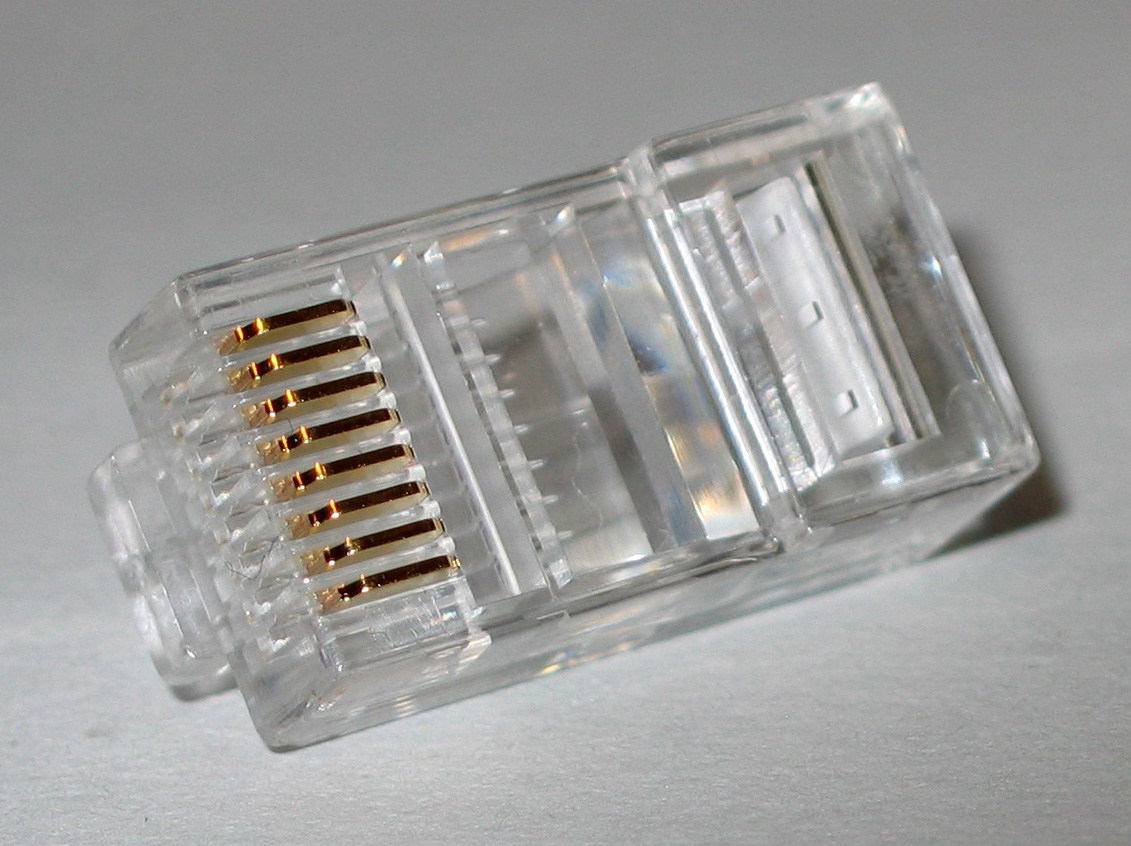
Un connettore ancora da crimpare per un cavo Ethernet

La sigla RJ-45 (dall'inglese Registered Jack tipo 45) indica una interfaccia fisica usata per l'attestazione di cavi elettrici a coppie di conduttori incrociati (twisted pair), destinati ai servizi telefonici e di trasmissione dati.
Questa sigla è comunemente utilizzata per indicare il connettore utilizzato nei cablaggi di rete; si tratta di un uso improprio perché RJ45, ormai obsoleto, usa connettori 8P8C avente un cablaggio diverso sia da TIA/EIA-568-A che da TIA/EIA-568-B utilizzati nei cavi di rete, inoltre RJ45 usa connettori che presentano una chiave per rendere impossibile l'inserimento di un cavo RJ45 in un socket 8P8C (8 posizioni e 8 contatti), il quale sarebbe il nome corretto per indicare il connettore modulare utilizzato nei cablaggi di rete con cavi come l'UTP.

## Caratteristiche
A differenza delle apparecchiature telefoniche, che utilizzano l'RJ-11, il connettore RJ45 è utilizzato in particolare per il cablaggio delle reti locali secondo gli standard Ethernet / IEEE 802.3 10Base-T, 100Base-TX e 1000Base-T, anche se con una configurazione dei contatti (pinout) leggermente diversa da quella originale. L'iniziale disposizione progressiva delle coppie verso l'esterno, a partire dai contatti centrali, non è compatibile con le velocità richieste da tali applicazioni perché porta a una distanza troppo elevata i conduttori delle coppie più esterne.
Per tale applicazione sono stati sviluppati due schemi di cablaggio, T568A e T568B, che differiscono fra di loro per l'inversione delle coppie 2 e 3:
- T568A è indicato come schema preferito perché fornisce una compatibilità all'indietro sia con sistemi di cablaggio USOC ad una coppia che a due paia;
- T568B corrisponde al vecchio codice a colori AT&T 258A, ed è molto utilizzato, è inoltre ammesso dallo standard ANSI/TIA-568 a partire dalla revisione B del documento (TIA/EIA-568-B.1) del 1995, ma fornisce compatibilità solo con lo schema USOC a singola coppia.

Come caratteristiche elettriche i due schemi sono equivalenti, scegliere uno o l'altro non fa differenza. In linea di massima, per impianti nuovi è da preferire lo schema T568B, mentre nell'estendere reti già esistenti, bisogna rimanere coerenti con lo schema utilizzato.

## Cablaggi
| Pin | Cp. T568A | Cp. T568B | Cond. | Codice colori T568A | Codice colori T568B |
| --- | --------- | --------- | ----- | ------------------- | ------------------- |
| 1   | 3         | 2         | 1     | bianco verde        | bianco arancio      |
| 2   | 3         | 2         | 2     | verde               | arancio             |
| 3   | 2         | 3         | 1     | bianco arancio      | bianco verde        |
| 4   | 1         | 1         | 2     | blu                 | blu                 |
| 5   | 1         | 1         | 1     | bianco blu          | bianco blu          |
| 6   | 2         | 3         | 2     | arancio             | verde               |
| 7   | 4         | 4         | 1     | bianco marrone      | bianco marrone      |
| 8   | 4         | 4         | 2     | marrone             | marrone             |

### Cavo diretto
I cavi dritti (o diretti) servono per collegare ad esempio il PC al router (qualora i dispositivi fossero dotati di porte in grado di riconoscere il cablaggio o nei router più semplici di tipo casalingo) o all'hub o allo switch di rete. Tali cavi vengono anche chiamati patch.
I cavi di tipo dritto possono seguire due tipi di standard differenti a seconda di come sono disposti i fili colorati nel connettore: i collegamenti sono sempre pin-to-pin (ovvero il pin 1 di un connettore è direttamente collegato al pin 1 dell'altro connettore ecc), ma cambia la disposizione dei fili all'interno dello stesso secondo un diverso schema dei colori.

### Cavo incrociato
I cavi incrociati (o cross) servono per collegare tra loro 2 PC oppure per collegare in cascata gli hub/switch.

## Altri utilizzi del connettore 8P8C
Il connettore 8P8C spesso viene utilizzato anche per l'interfaccia RS-232 con diverse piedinature e anche se impropriamente questa connessione viene chiamata RJ-45. Qui di seguito i principali standard con questo formato:
- Piedinatura EIA/TIA-561
- Piedinatura proposta da Yost
- Piedinatura utilizzata da Cisco
  - Porta Console
  - Porta AUX
- Piedinatura utilizzata da Hirshmann

Utilizzato anche per la connessione di dispositivi audio secondo lo standard sviluppato da StudioHub+